# Родник-3230
Родник-3230 (разг. «Родник») — российский высокопольный автобус малого класса производства завода «Родниковский машиностроительный завод», выпускавшийся с 1995 по 2008 года.

## История
Автобус Таджикистан-3205 строился с 1976 года на базе АРЗ города Ленинабад-30 Таджикской ССР. С распадом СССР завод потерял налаженные связи с поставщиками и потребителями, а также экономическую стабильность. Для выживания в новых условиях, в 1991 году по предложению руководства ЛГКХ на базе Чкаловского АРЗ, переименованного в «Чкаловский автобусный завод», было создано совместное предприятие «Худжанд-ЗИЛ». АМО ЗИЛ, имея 49 % в уставном капитале СП, по договору обязался в счет взносов поставлять в Республику Таджикистан шасси для производства автобусов; он же являлся главным дилером ЧАЗа по продаже автобусов «Таджикистан» в России.
В 1994 году была предпринята попытка организовать сборку автобусов модели «3205» в России. В принципе, это сразу могло решить два важных вопроса: сложность поставки шасси и других комплектующих из России в Таджикистан и проблемы отправки готовых автобусов обратно, где и были сосредоточены основные потребители продукции ЧАЗа. В 1994 году при посредничестве АМО ЗИЛ был заключен договор с СП «Родниковское управление предприятий» (город Родники, Ивановская область), на базе которого планировалось развернуть сборку автобусов из таджикских машинокомплектов. С этой целью из Чкаловска в Родники приехали несколько специалистов, которые привезли полную техдокументацию и готовый каркас автобусного кузова. Однако эта комбинация с треском провалилась: тогдашнее руководство СП «РУП» решило в обход ЧАЗа самостоятельно наладить производство автобусов, используя чкаловские чертежи. Так появился на свет двойник «Таджикистана» — автобус «Родник-3230».

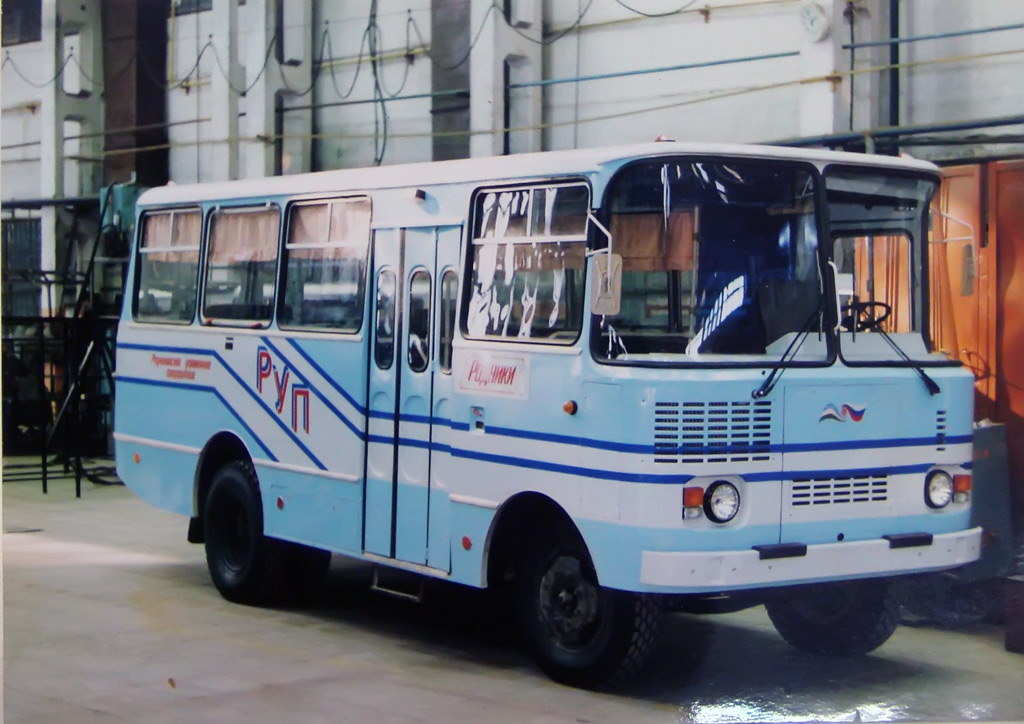
Один из первых автобусов Родник-3230
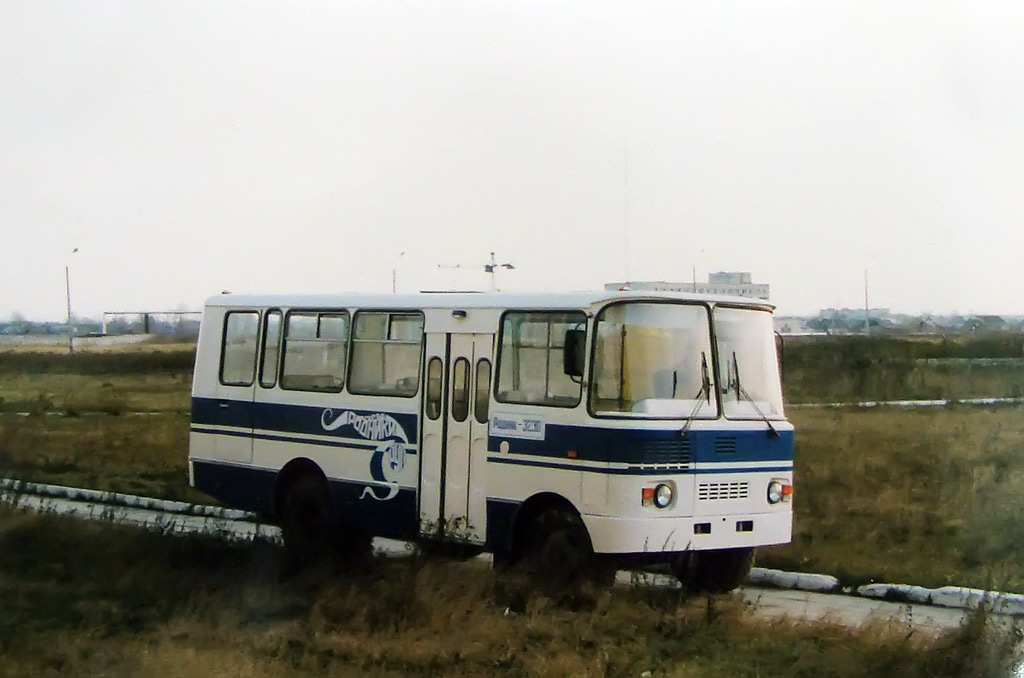
Автобус Родник-3230 в новом кузове

Похожие на Таджикистана-5 автобусы делали до 1998 года, когда была разработана более усовершенствованная модель Родник-3230. Примерно в 2002 году прошла ещё одна модернизация автобуса, после которой Родник поменял индекс на 32301. На модернизированном автобусе «Родник-32301» была установлена более надежная двустворчатая входная дверь в салон вместо трехстворчатой. А дверь аварийного выхода стала ниже линии окон. Это позволило, сохраняя на месте аварийный выход, не нарушать в этом месте жесткости кузова, плюсом с точки зрения эстетики такой вариант более предпочтительнее. Прорабатывался на предприятии и удлиненный пассажирский вариант выпускаемого автобуса (размер базы 4500 мм) с двумя полноценными выходами и 31 посадочным местом.
Родниковский машиностроительный завод свернул выпуск морально устаревшей модели Родник-3230 в 2008 году, не преодолев планку сертификации под Euro 3. При этом продолжалось лишь мелкосерийное производство кузовов для капитально-восстановительного ремонта существующих автобусов.

## Модификации

### Родник-3230
В мае 1995 года из ворот «Родниковского управления предприятий» (РУП) вышли первые автобусы «Родник». Чтобы сэкономить средства и силы, в Родниках не стали создавать автобус заново, а взяли за основу хорошо знакомую и отработанную конструкцию автобуса ЧАЗ-3223 («Таджикистан-5»), выпускаемого на СП «Худжанд-ЗИЛ» в Средней Азии. Но РМЗ недолго делал точные копии «Таджикистана», а почти сразу внес в конструкцию автобуса многочисленные изменения, улучшающие потребительские свойства этих машин. Автобус в Родниках получил измененный и усиленный каркас кузова. В соответствии с российскими требованиями безопасности он приобрел дополнительный аварийный выход — дверь в заднем свесе кузова. Значительно была переработана система отопления кузова, рассчитанная на более суровые зимние условия эксплуатации.

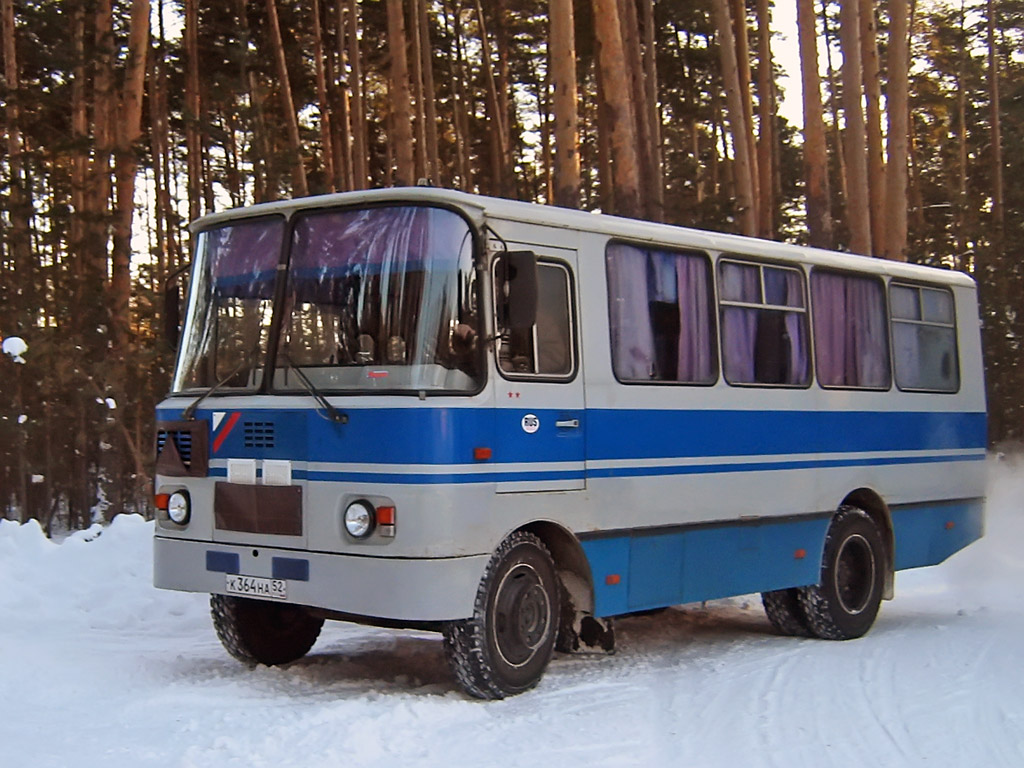
Родник 3230 (вид водителя)
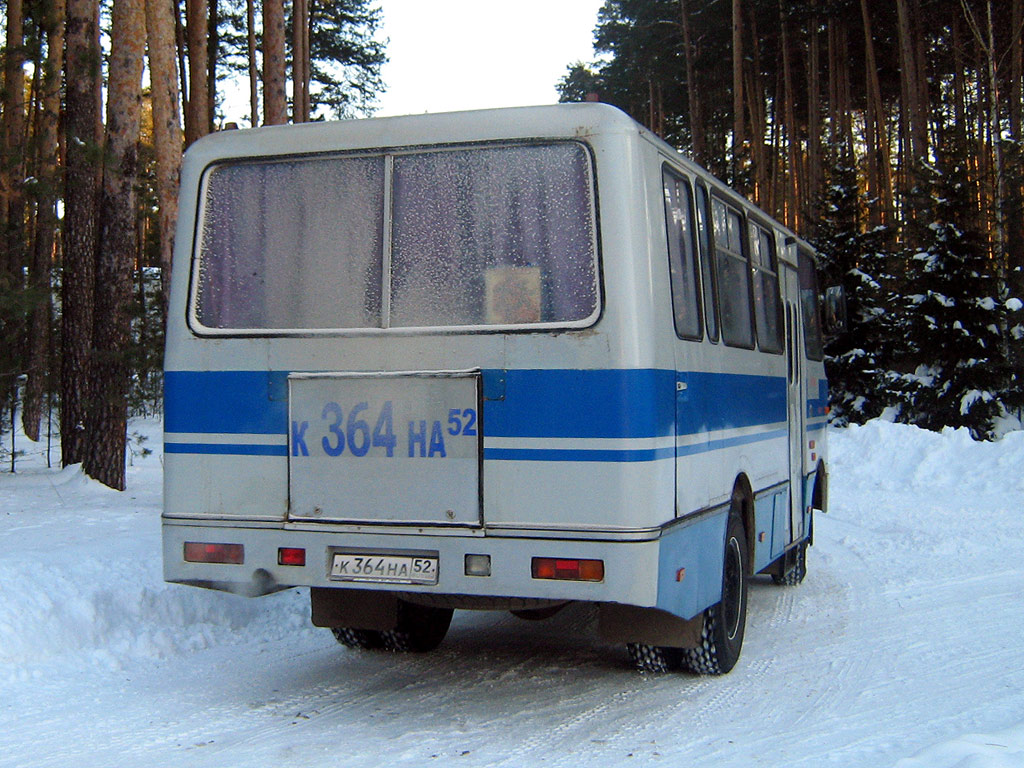
Родник-3230 (вид сзади)
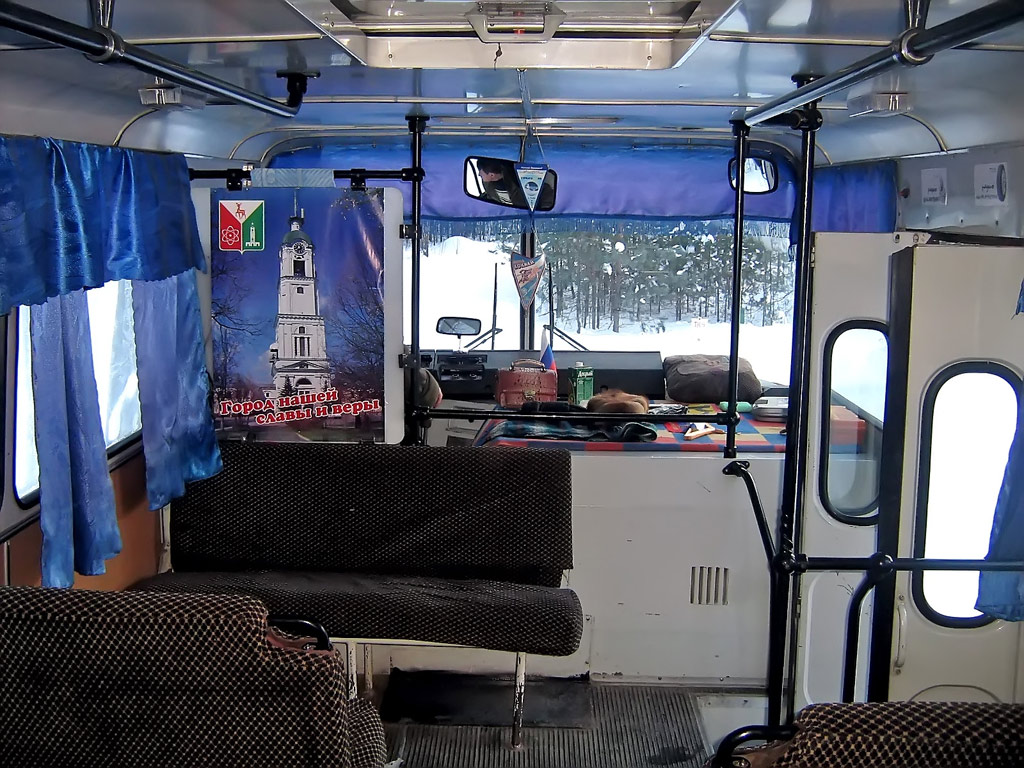
Салон автобуса Родник-3230

### Родник-32301
В 2002 году пошли в серию автобусы Родник-32301. На модернизированном автобусе «Родник-32301» была установлена более надежная двустворчатая входная дверь в салон вместо трехстворчатой, дверь аварийного выхода теперь ниже линии окон. Это позволило, сохраняя на месте аварийный выход не нарушать в этом месте жёсткость кузова. На задней части автобуса исчез санитарный люк, унаследованный еще с автобуса «Таджикистан-3205».

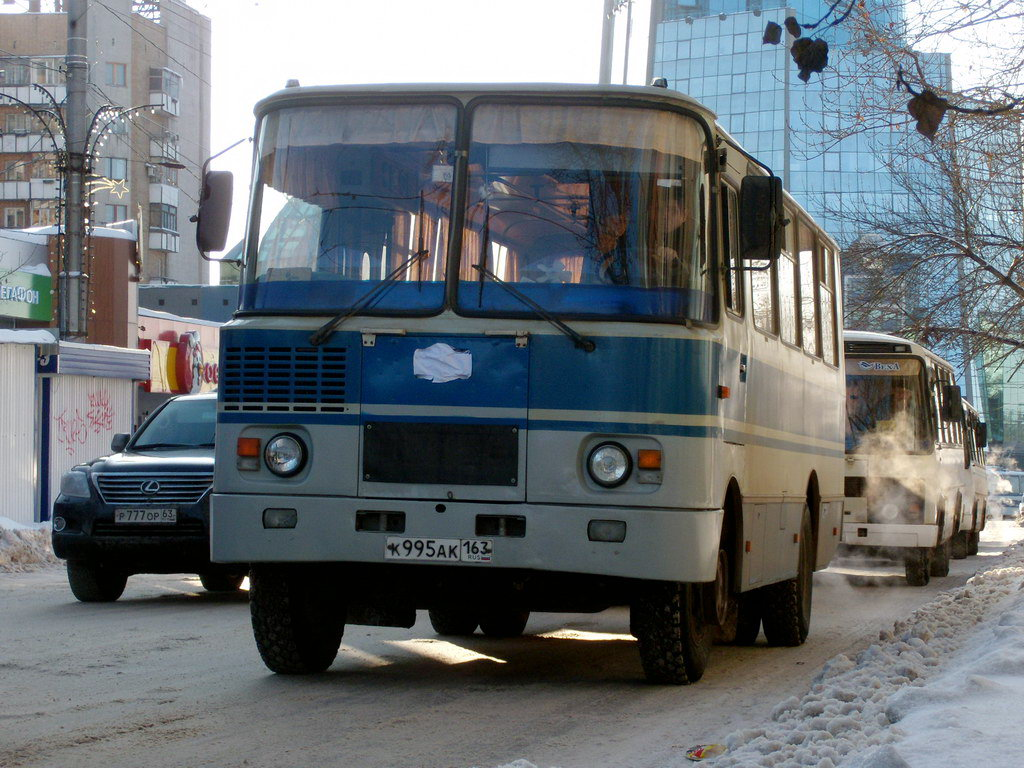
Родник-32301 на улицах Самары
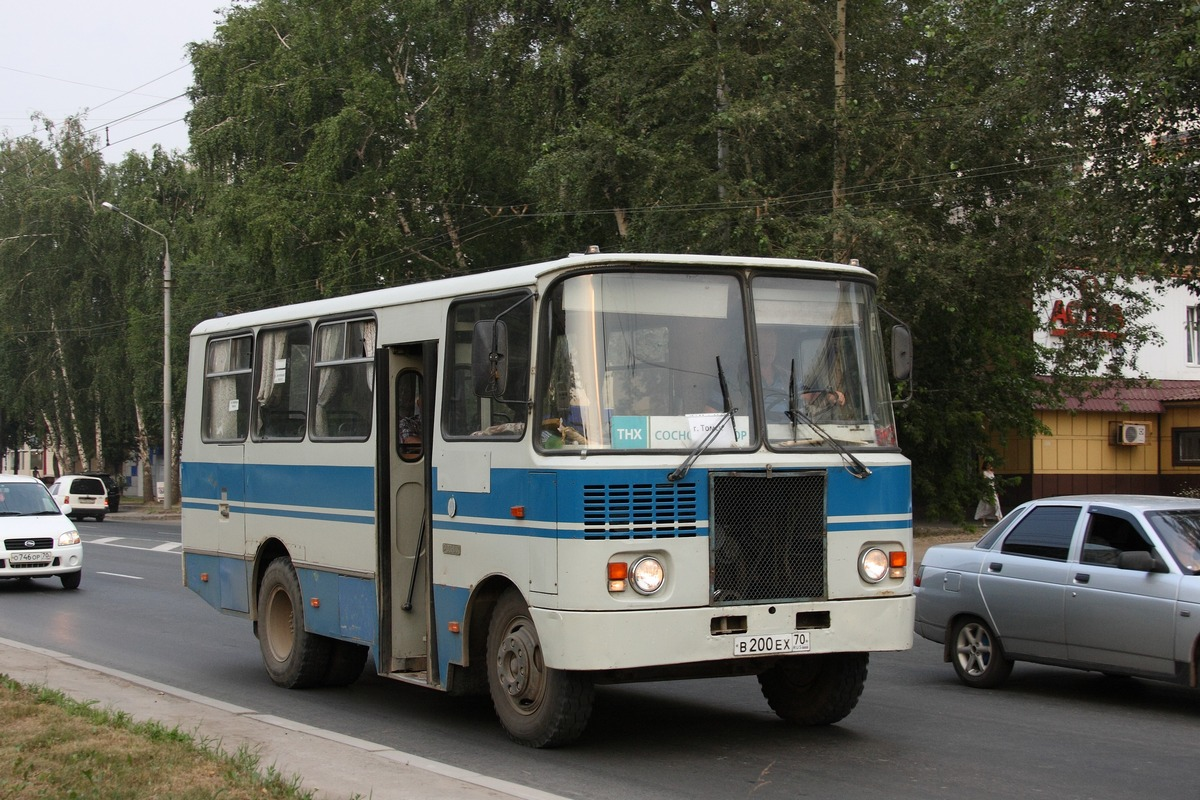
Родник-32301 в Томске
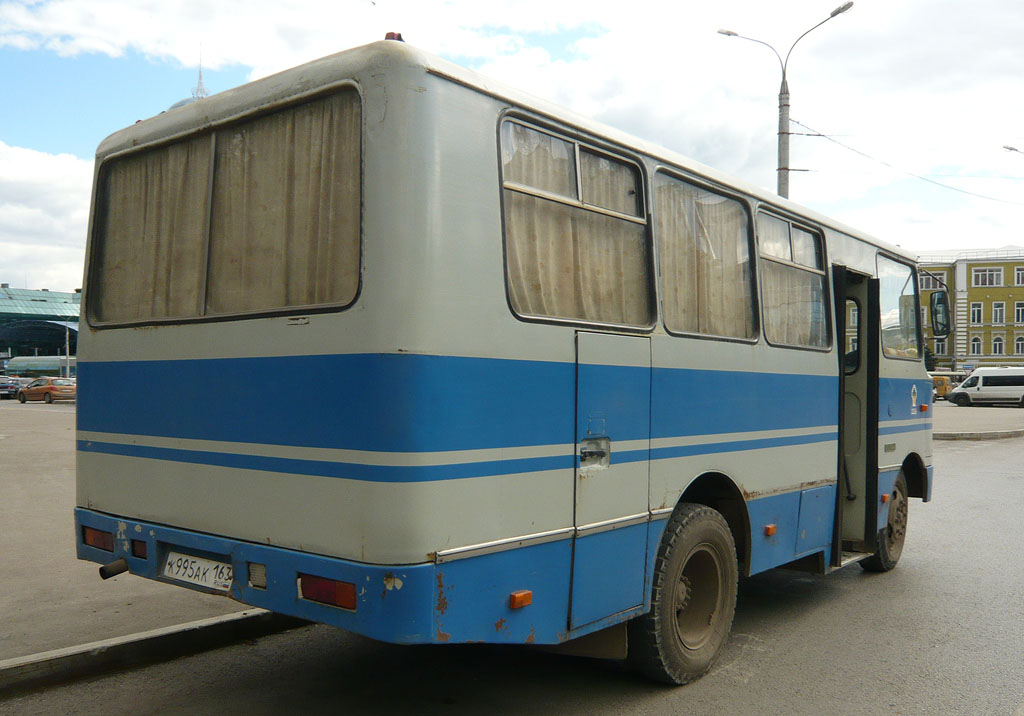
Автобус «Родник-3230» в новом кузове (видны изменения, связанные с аварийным выходом и санитарным люком)

## Распространение
Автобусы «Родник-3230», помимо предприятий атомной энергетики поступали в МВД России, также грузопассажирские версии автобусов работали в службе ВГСО и перевозки атомных материалов. Также использовались в некоторых городах как маршрутное такси или автобусы ритуальной службы.

## Конструкция
- Компоновка. Кузов автобуса — вагонного типа, соединен воедино с шасси автомобиля ЗИЛ-433362. Автобус имеет три двери, из них две — для пассажиров.
- Двигатель — ЗИЛ-508.10-401, бензиновый, V-образный, 8-цилиндровый, 100×95 мм, рабочий объём 6,0 л, степень сжатия 7,3, порядок работы цилиндров 1-5-4-2-6-3-7-8; мощность 110 кВт (150 л. с.) при 3200 об/мин; крутящий момент 402 Н·м (41 кгс·м) при 1800—2000 об/мин; карбюратор К-96; воздушный фильтр — инерционно-масляный.
- Трансмиссия — механическая, пятиступенчатая от автомобиля ЗИЛ-4331, с синхронизаторами на 2-5 передач.
- Тормозная система — двухконтурная, с пневматическим приводом, со стояночным тормозом с применением пружинных энергоаккумуляторов.
- Электрооборудование — напряжение 12 В, аккумуляторная батарея 6СТ-90 (1 шт.), генератор Г287-Л со встроенным интегральным регулятором напряжения Я-112А, стартёр СТ230-А1, трамблёр Р137. транзисторный коммутатор ТК102-А, катушка зажигания Б-114Б, свечи A11.
- Колёса и шины — колёса дисковые, ободья 7,0—20, крепление на 8 шпильках. Шины 9.00R20 (260R508), рисунок протектора дорожный, давление в шинах: передних 4,0, задних 6,3 кгс/см².
- Подвеска — зависимая, на двух продольных полуэллиптических рессорах, с гидравлическими телескопическими амортизаторами.
- Рулевое управление — модель ЗиЛ-130, рулевой механизм — двухзаходный червяк и сектор, гидроусилитель, передаточное число 21,5.